# Telmatogeton fluviatilis
Telmatogeton fluviatilis är en tvåvingeart som beskrevs av Wirth 1947. Telmatogeton fluviatilis ingår i släktet Telmatogeton och familjen fjädermyggor. Inga underarter finns listade i Catalogue of Life.